# Sierra Entertainment
Sierra Entertainment, Inc. (abans Sierra On-Line) va ser una empresa estatunidenca desenvolupadora i publicadora de videojocs, fundada el 1979 com On-Line Systems per Ken i Roberta Williams. Amb seu a Los Angeles, Califòrnia, la companyia va tornar-se finalment propietat d'Activision, una subsidiària d'Activision Blizzard, abans de dissoldre's en 2008.
Avui, Sierra és més coneguda per les seves múltiples línies de videojocs d'aventura gràfica, començades a la dècada del 1980 i que van ser molt influents en la història dels videojocs, des que el 1984, IBM va demanar a Sierra que produís un joc que demostrés les capacitats gràfiques dels seus nous IBM PCjr respecte els models que suportaven targetes CGA, establint un estàndard amb King's Quest. La marca Sierra ha estat absorbida per l'empresa matriu. Algunes franquícies que eren publicats per Sierra van ser publicats per Activision. Activision va anunciar el 2008 que podria vendre la marca Sierra.